# Bán đảo Cap Vert

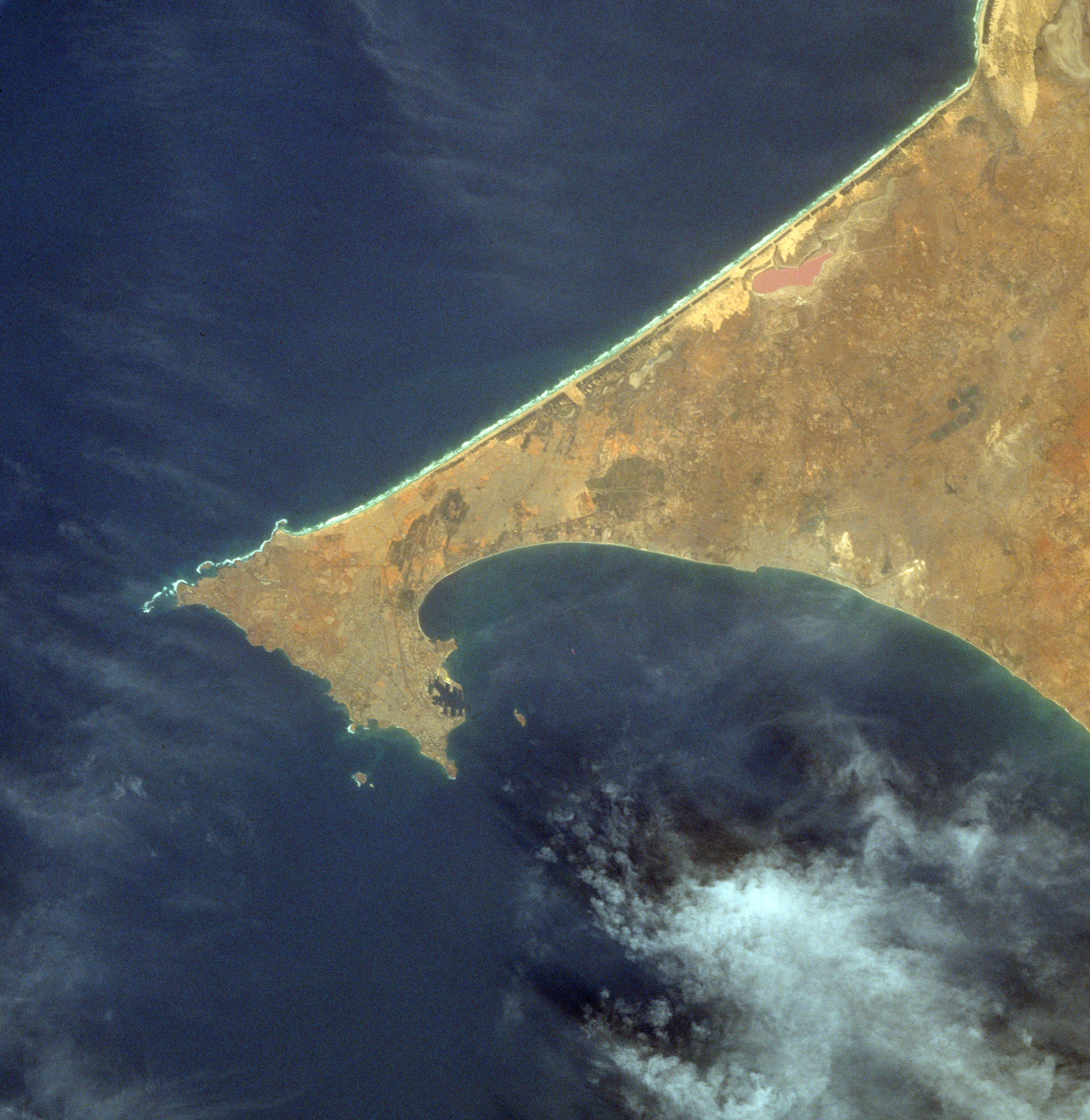
Hình ảnh vệ tinh của bán đảo Cap Vert.

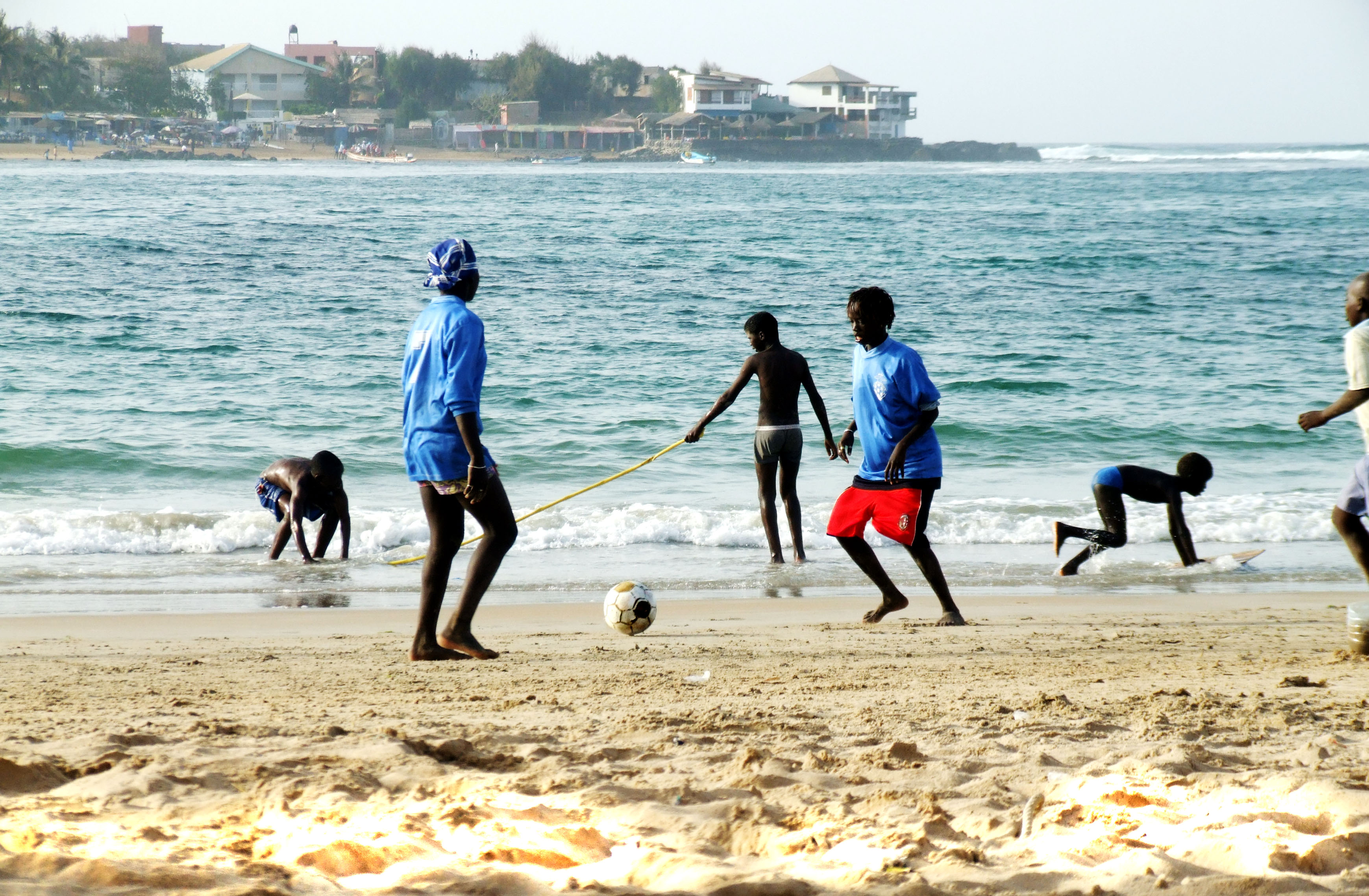
Bãi biển N'Gor ở mũi phía bắc bán đảo Cap Vert.

Bán đảo Cap Vert (tiếng Pháp: Presqu'île du Cap-Vert, tiếng Anh: Cape Verde Peninsula, tiếng Wolof: Kap Weert, Bopp bu Nëtëx), hoặc gọi là mũi Vert, là bán đảo của Sénégal, cũng là bán đảo lớn nhất Tây Phi, nằm ở điểm cực tây của lục địa châu Phi, cách đảo quốc Cape Verde 570 kilômét (350 dặm Anh) về phía tây. Cư dân chủ yếu là nông dân và ngư dân, bắt đầu từ năm 1444 nơi đây là cảng chuyển khẩu cho mậu dịch giữa châu Phi với châu Âu, năm 1857 Pháp thiết lập Dakar, hiện nay là thủ đô của Senegal trên bán đảo.

## Tóm tắt

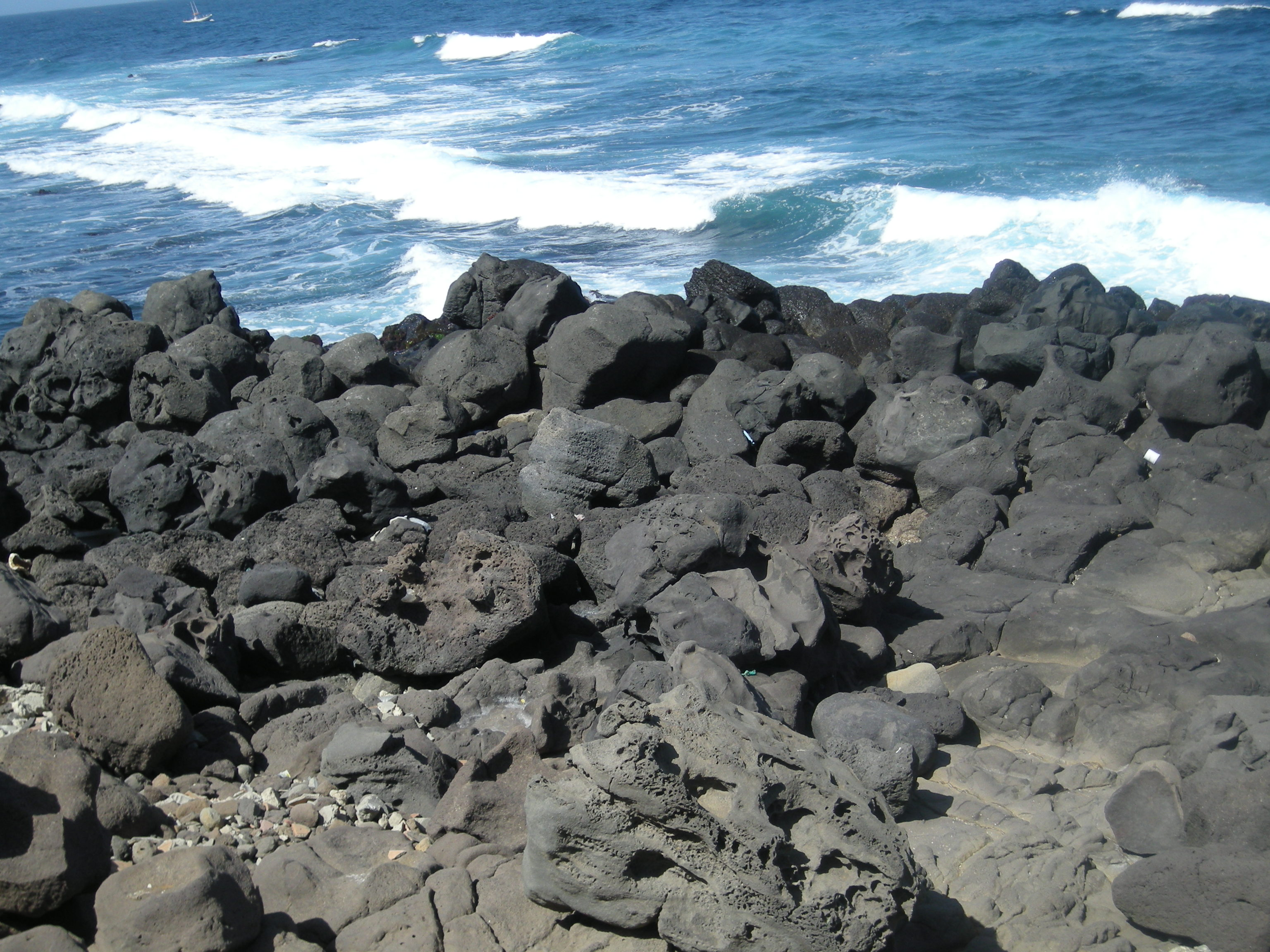
Đá basalt đặc trưng ở đảo Ngor.

Bán đảo Cap Vert nằm ở cực tây của Sénégal, phía tây giáp Đại Tây Dương. Cầu lục địa do các đảo núi lửa gần biển và dòng nước bờ biển tạo thành nối liền với đất liền. Chiếu theo phạm vi đại khu hành chính Dakar, diện tích 570 kilômét vuông; chiếu theo phạm vi vùng tự nhiên, chân bán đảo lấy Popenguine ở phía nam và Kayar ở phía bắc làm mốc giới, diện tích rất lớn. Cây cối trên bán đảo xanh tươi, hình thành sự khác biệt rõ rệt với đồi cát vàng và bán sa mạc ở phía bắc nhấp nhô liên tục không ngừng. Vịnh Dakar nằm ở đầu bán đảo là bến cảng tự nhiên. Người Lebou - người bản địa của bán đảo, sống bằng nghề đánh cá và làm nông. Kể từ khi bị người Bồ Đào Nha phát hiện vào năm 1444 đến nay, bán đảo Cap Vert đã biến thành chỗ trung chuyển cho mậu dịch giữa hai châu lục Phi - Âu. Sau năm 1857, bị người Pháp chiếm đóng. Hiện là khu vực có mật độ dân số lớn nhất cả nước Senegal, mỗi kilômét vuông đạt hơn 1.100 người; cũng là khu vực có phát triển kinh tế và mức độ thành thị hoá cao nhất cả nước. Thủ đô Dakar toạ lạc ở đầu bán đảo. Trừ Dakar ra, còn có thành phố Rufisque và các thị trấn như Yoff, Malika, Pikine, Mbao,... Dân số thành thị chiếm trên 60% tổng dân số thành thị cả nước. Có 70% công nghiệp toàn quốc tập trung ở bán đảo.